# Фанё (коммуна)
Фанё (дат. Fanø Kommune) — датская коммуна в составе области Южная Дания. Площадь — 55,78 км², что составляет 0,13 % от площади Дании без Гренландии и Фарерских островов. Численность населения на 1 января 2008 года — 3192 чел. (мужчины — 1572, женщины — 1620; иностранные граждане — 110).

## Изображения

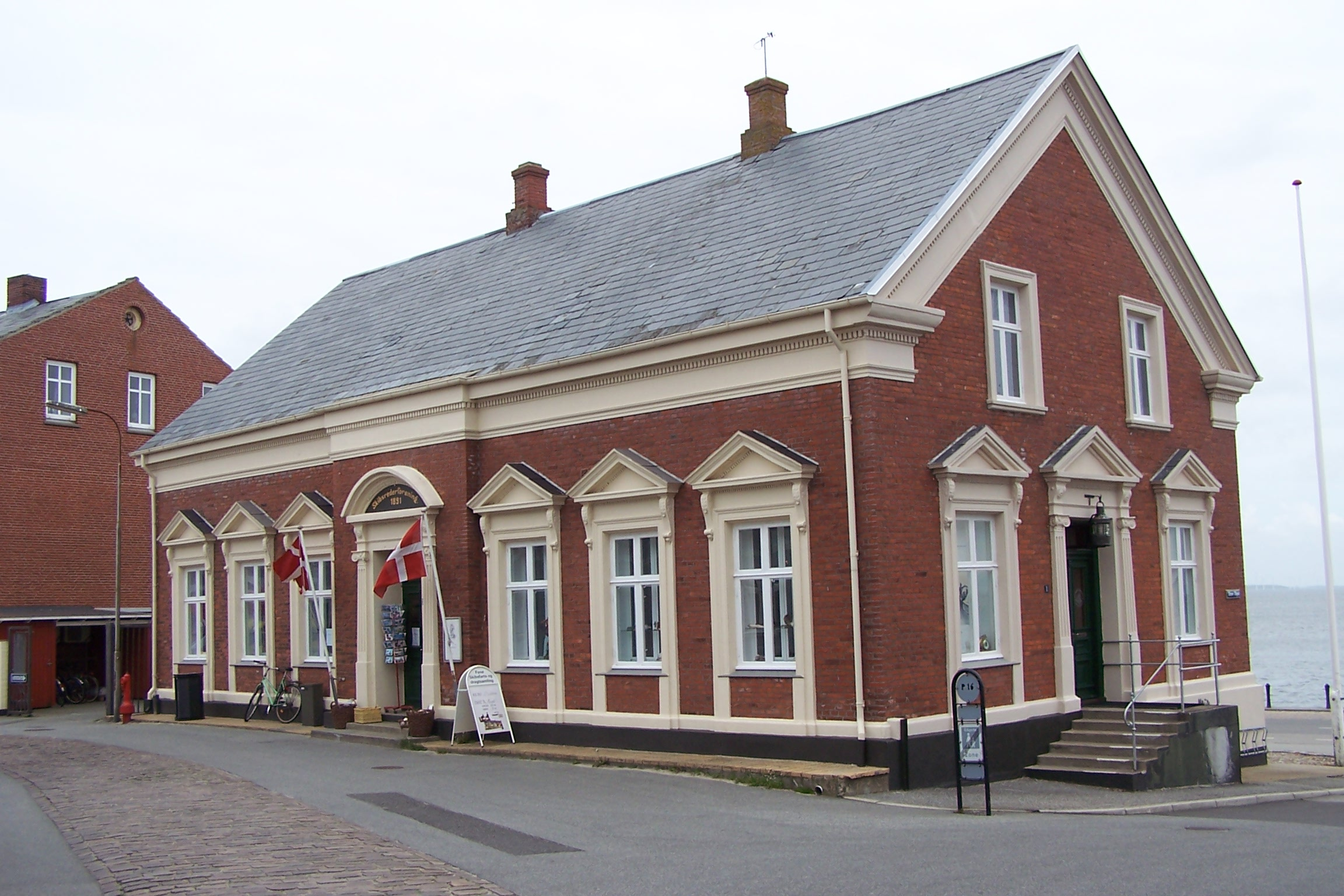
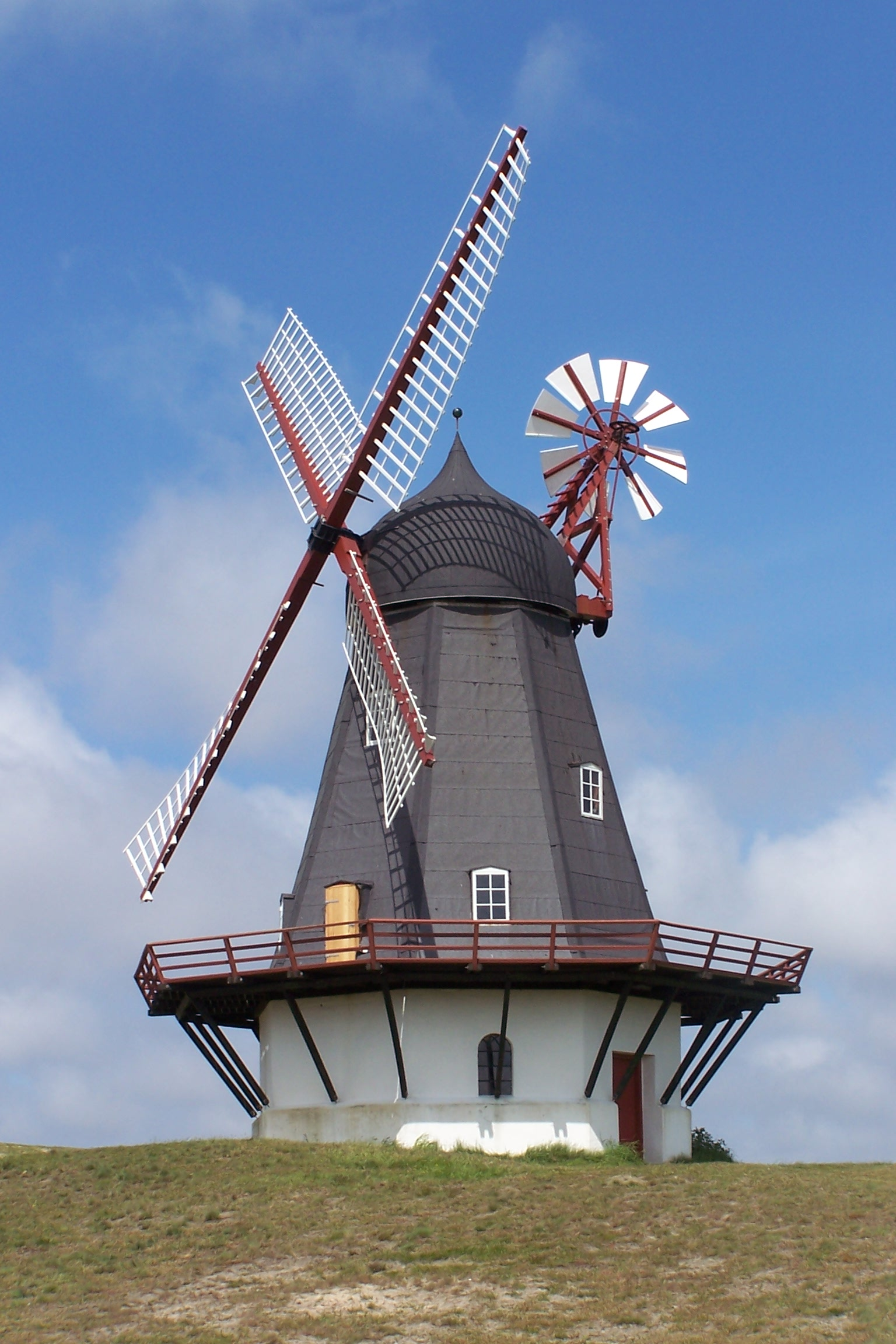
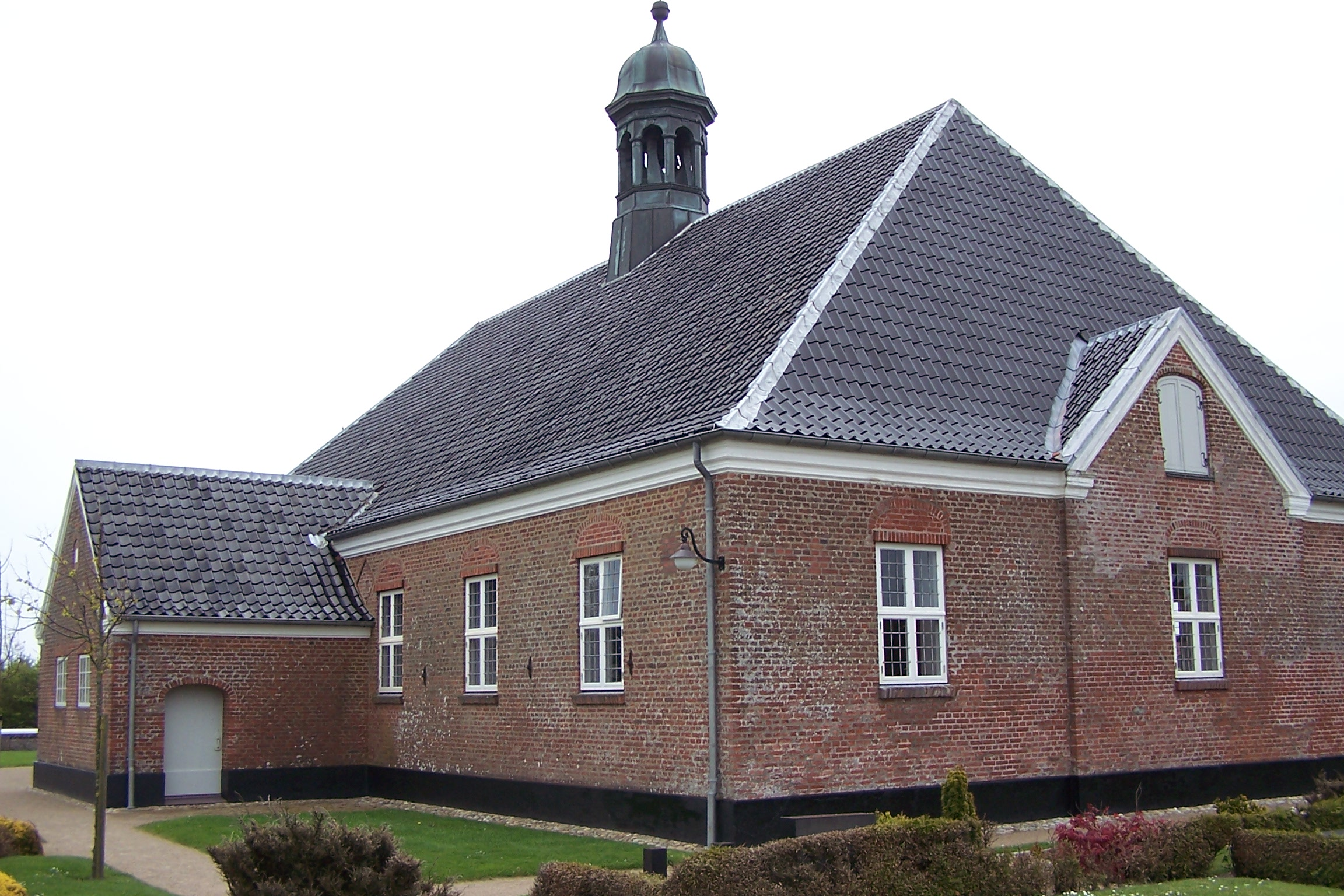
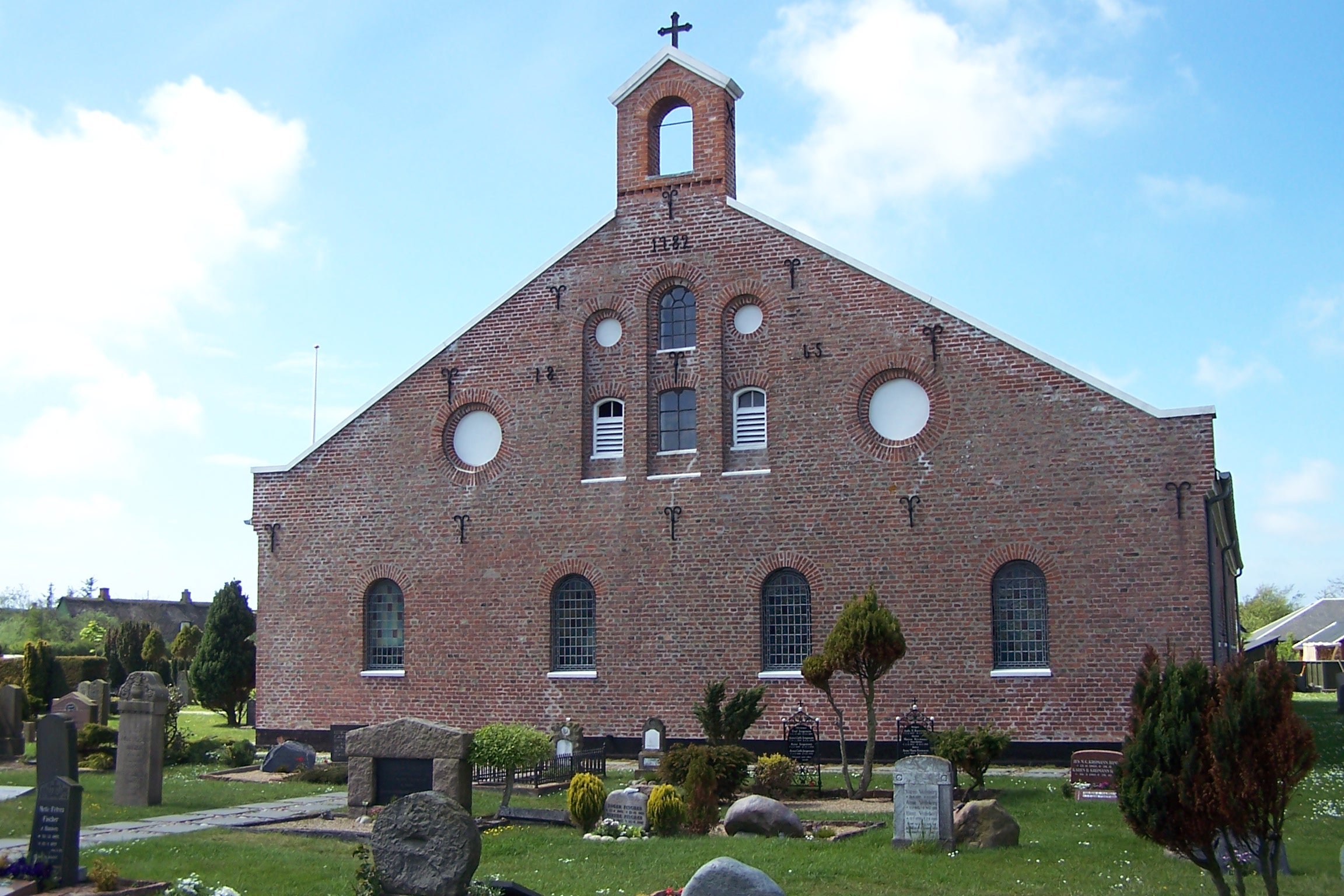